# Ракитска река (Звонце)
Ракитска река (Звонце) је река у општини Бабушница која протиче кроз село Ракита. Настаје спајањем речица Сува река и Баћов дол у подножју Планина: Тумба, Преслап и Тошин рид. Река протиче кроз насеље Ракита и улива се у  Звоначку реку у Звонцу. Звоначка река се касније улива у Јерму која је лева притока Нишаве а припада Црноморском сливу. Од настајања до уливања у Звоначку реку  дужина Ракитска реке износи  6900 метара. Веће притоке су Вучиделска река и Козарник.